# 古神道
古神道（こしんとう）とは、

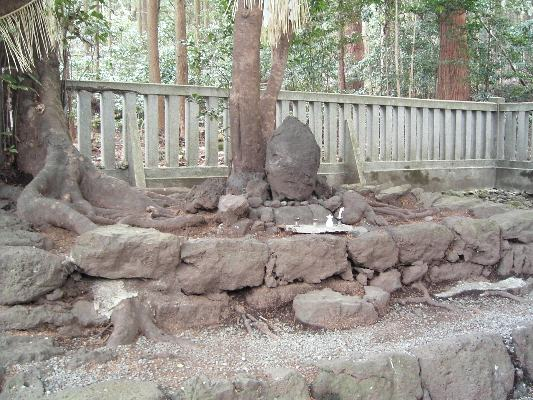
山宮浅間神社（静岡県富士宮市） 。本殿を持たず、富士山の遥拝所などがあり、遥か昔の神道の形態をいまに伝えている。

1. 日本において外来宗教の影響を受ける以前に存在していたとされる宗教をいう。純神道、原始神道、神祇信仰ともいう。通常はこちらを古神道という。
2. 江戸時代の復古神道の略称。
3. 江戸時代の復古神道の流れを汲み、幕末から明治にかけて成立した神道系新宗教運動。仏教、儒教、道教、渡来以前の日本の宗教を理想としている。神道天行居や出雲大社教、神理教、古神道仙法教などの教団が存在している。大本などに影響を与えた。

## 概要
外来の影響を受ける以前という意味での古神道とは「原始宗教の一つである」ともされ、世界各地で人が社会を持った太古の昔から自然発生的に生まれたものと、その様相はおしなべて同様である。その要素は、自然崇拝・精霊崇拝などのアニミズム、またはその延長線上にある先祖崇拝としての命・御魂・霊・神などの不可知な物質ではない生命の本質としてのマナの概念や、常世（とこよ・神や悪いものが住む）と現世（うつしよ・人の国や現実世界）からなる世界観と、禁足地や神域の存在と、それぞれを隔てる端境とその往来を妨げる結界や、祈祷・占い（シャーマニズム）による祈願祈念とその結果による政（まつりごと）の指針、国の創世と人の創世の神話の発生があげられる。民俗学などで提唱された。
江戸時代に発達した復古神道の流れの国学において、古神道という概念が初めて提示された。当初の定義では「記紀などの古典に根拠を置き儒仏の要素を混じえない神道」が古神道、「記紀などの古典に根拠を置かず儒仏思想を混じえた神道」が俗神道であるとされ、古神道と俗神道が対概念であった。
近代以降、歴史学において仏教伝来以前の神道を純神道と呼んだが、その後、おもに人類学のほうから原始神道という呼び方がされるようになった。
しかしさらに後、神道という枠組み自体が仏教や儒教と対抗的に歴史的に形成されたものであるという説に依拠して、現在のいわゆる神道の実体または核心が儒仏以前に遡るという発想には疑問がもたれ、新たに神祇信仰（または神祇崇拝）という言い方がされるようになった。これは古代の特定の民族の宗教でありながら特定の名称をもたない多神教が、例えば「古代ギリシア人の宗教」とか「古代エジプト人の宗教」などと呼ばれていることに準拠した表現でもある。
以上の用語はほぼ同義であるが、しいていえば微妙なニュアンスの差異がある。それは、古神道という用語は、純粋に学問的な手法による研究にしろ、宗教的または神秘主義的な手法にしろ、ある一定の体系だった世界観がかつて存在し、かつそれが本来の神道であったという予感のようなものを前提としており、これに対して神祇信仰という用語は、かつて存在したのはいわゆる神道と呼ばれるべきものとは別であったことが学問的な研究の結果わかるはずという信念を前提としている。これらに対して原始神道は、不可知論または未知の立場である。むろんこれらは微妙なニュアンスの問題で、実際にはほぼ同義の言葉である。
仏教でいう根本仏教・原始仏教・初期仏教という言葉の差異にあてはめると、古神道が根本仏教、原始神道が原始仏教、純神道が初期仏教のニュアンスにそれぞれ近く、神祇信仰に該当する仏教の言葉はない。また通俗書などでは「縄文神道」という言葉もみられるが、かなり意味が狭く限定されてしまうのと、学問の進歩とともに縄文のイメージが変化していくため恣意的なニュアンスを賦与されがちであり、専門用語として熟した言葉ではない。

### 自然崇拝
日本民俗学では、太陽から来るマナを享受し、それを共有する存在をライフ・インデックスとして崇拝する自然崇拝は神籬・磐座信仰として現在にも残るとされ、具体的には、神社の「社（やしろ）」とは別に境内にある注連縄が飾られた御神木や霊石があり、また、境内に限らずその周囲の「鎮守の森」や、海上の「夫婦岩」などの巨石などが馴染み深いものである。また、雷を五穀豊穣をもたらすものとして「稲妻」と呼んだり、クジラは日本においては、座礁や漂着などして現れた貴重な食料として、感謝の気持ちを込めて「えびす」と呼んだりして、各地に寄り神信仰が生まれた。また、「野生の状態で生き物として存在するマナ」として捉えられるシャチやミチ(アシカ)なども、畏き(かしこき)者として恐れ敬われた。
自然や幸せに起因するものだけでなく、九十九神にみられるように、生き物や人工物である道具でも、長く生きたものや、長く使われたものなどにも神が宿ると考えた。そして、侵略してきた敵や、人の食料として命を落としたものにも命や神が宿る(神さぶ)と考え、蒙古塚・刀塚や魚塚・鯨塚などがあり、祀られている。

### 異界観

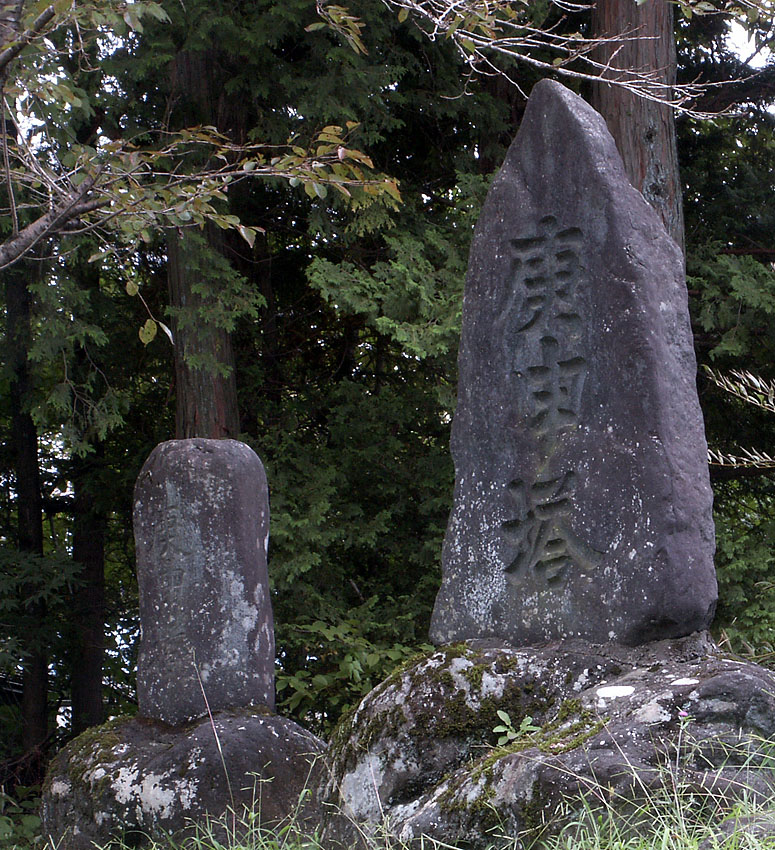
磐座信仰から派生した庚申塚

自然に存在する依り代としての岩や山、海や川などは神の宿る場所でもあるが、常世と現世との端境であり、神籬の籬は垣という意味で境であり、磐座は磐境ともいい、神域の境界を示すものである。実際に、島に森林を含めた全体を神の領域とする「禁足地」である宗像大社、「沖ノ島」のような場所もあり、その考えは神社神道の建築様式の中などにも引き継がれているが、例えば、本来は参道の真ん中は神の道で禁足となっている。
一般家庭にも結界はあり、正月の注連縄飾りや節分の柊鰯なども招来したい神と招かれざる神を選別するためのものでもある。また、集落などをつなぐ道の「辻」には石作りの道祖神や祠や地蔵があるが、旅や道すがらの安全だけでなく、集落に禍や厄災を持ち込まないための結界の意味がある。

## 世界観
古来からの古神道は後から意味付けされたものも多く、その対象も森羅万象におよぶので、共通の概念や用語をとりまとめるのは難しいが、古神道に始まり、現在への神道までの流れとして時系列や、漢字や日本語としての古語の意味などを考え、記述する。
神世（かみよ）現世と常世のすべて。
- とこよ（常世・常夜）
  - 常世
  - 常夜
- うつしよ（現世）

神
- 尊（みこと） - 日本神話にある人格神（人と同じ姿形、人と同じ心を持つ神）
- 御霊（みたま） - 尊以外の神。個々の魂が寄り集まったものとしての神霊の形。
- 魂（たましい）・御魂（みたま） - 個々の人の命や人の心の態様。神の心の態様。
  - 荒御魂（あらみたま） - 荒ぶる神のこと。
  - 和御魂（にぎみたま） - 神和ぎ（かんなぎ）といわれる安寧なる神のこと。
    - 四魂

神代・上代（かみよ・かみしろ） - 現世における神の存在する場所を指す。日本神話の神武天皇までの、現世にも神が君臨した時代を指すときは上代もしくは神世（かみよ）である。
- 神体（しんたい） - 古来からあり、神が常にいる場所や神そのものの体や、比較的大きい伝統的な神の宿る場所やもの。
  - 神奈備（かんなび・かむなび・かみなび） - 神名備・神南備・神名火・甘南備とも表記し、神が鎮座する山や神が隠れ住まう森を意味する。
    - 磐座（いわくら） - 神が鎮座する岩や山。なお、磐境（いわさか）とは神域や常世との端境である岩や山を指す。
    - 神籬（ひもろぎ） - 神が隠れ住む森や木々、または神域や常世との端境。現在では神社神道における儀式としての神の依り代となる枝葉のこと。

  - 御霊代（みたましろ）依り代（よりしろ） - 代（しろ）とは代わりであり、上記のほか神が一時的に降りる（宿る）憑依体としての森羅万象を対象とした場所や物を指す。
    - 巫（ふ・かんなぎ） - 神降ろしのことで、神の依り代となる人（神の人への憑依）を指す。

### 先祖崇拝
「お盆」といわれるものはそのしきたりや形式は古神道の先祖崇拝であるが、仏教伝来以来の神仏習合の影響により、寺で行われ僧が執り行うことになっているため、一般に仏教行事として認識されており、古神道としての側面が曖昧になっている。仏教は本来、輪廻転生し徳を積めば最後は開眼し仏となる教えであり、「特定される個人としての死」はないので先祖崇拝はなく、「盂蘭盆」が正式な仏教行事で釈迦を奉るものである。現在では、特定の仏教宗派に属さなければ、盂蘭盆に触れる機会は少ないことも、「お盆は仏教行事という認識」につながっている。吉野裕子によれば、盆即ち申の月と、寅の月つまり正月を祝う風習は、中国からの影響もあるが日本独特のものであるという。また、民俗学者の柳田國男によれば、日本では古来「窪んだ物、カプセル状の物、ぴらぴらしたもの」に魂がつくとされ、お盆の名称も、いわゆるトレイを「魂の寄るもの」として使ったための呼称ではないかとする。

### 祈祷や占い
祈祷や占いは現在の神社神道でも受け継がれ、古来そのままに亀甲占いを年始に行う神社もある。大正時代まで盛んであった祭り矢・祭り弓も日本の価値観や文化（目星を付ける・的を射る・射幸心）に影響を与え、その年の吉凶を占うことから、「矢取り」に選ばれた者は的場に足繁く通ったという。現在のおみくじも本来は神職による祈祷と占いを簡素化したものであり、柳田國男によれば「正月に行う、花札や百人一首」なども、占いの零落したものである。
また、巫女の舞や庶民や芸能の芸として現在に受け継がれる「神事としての興行（相撲）」や舞（纏舞い・獅子舞）や神楽（巫女の舞など）や太神楽（曲独楽・軽業）なども神に捧げ神を和ごませる儀礼としての祈祷である。

## 歴史

### 祭政一致
まつりごとは「まつりの式次第を主催する」の意であり、その祭りに従うことが「まつろふ」である。従って、物部氏が、元来軍事、政治を担当したと考えられ、「貴人にマナをつける」職掌だったとする谷川健一説や、折口信夫の『水の女』で展開する「ふぢはら」は淵原であり、中臣氏が、元「貴人を洗い清め、特殊な方法で絆を締めて尊いものにした」シャーマン的な存在であったとする説も成立しうる。また古くは卑弥呼なども祈祷師であり、その祈祷や占いから「国の行く末」を決めていたといわれる。神社神道の神主などの神職は古くから政（まつりごと）の執政をし、平安時代には道教の陰陽五行思想を取り込むことによって陰陽師という組織とその政治における官僚としての役職を得た。そして、占いや祈祷により指針を定め、国政を司った。この流れは戦国時代以降は潜むが、公家の間では政として、あるいは神社神道として残っていった。
地域振興の中心は、古くは寺社であり、その中心にある神社が興行や縁日や神事を行い、「寺社普請」だけでなく地域の社会基盤整備としての普請にもなった。そして、民間でも自治としての政が江戸時代から一層顕著に認められ、祭りとして神や御霊や自然を祀り、その社会的行為は「七夕祭り」や「恵比寿講」として現在にも行われ、神社神道の儀式とは離れた民衆の神事として定着し、昔と同様に普請としての地域振興を担っている。

### 近現代の古神道
江戸時代末期には、尊皇攘夷思想や平田国学の隆盛と連動して世に出た、古神道と称する思想や儀礼などが多くある。
明治時代以降、古神道は、国家神道が宗教ではなく国家儀礼であるとされたのに対し、「宗教」であることを強調されることとなった。この点は黒住教をはじめとする幕末期以降の教派神道と共通しており、事実、教派神道系の教団には古神道を名乗るものが少なくない。
また篤胤以降の江戸国学が単なる国文学に傾斜するのに反発したり、近代の国家神道が宗教性を忌避して国民道徳へと変貌するのに異を唱え、篤胤の研究範囲に内在していたスピリチュアリズムの部分を追求するなどした諸派は、その後秘教神道ともよばれ、その教義は神道霊学と称されるようになっていった。例外もあるがこれらの諸派も多くは古神道を標榜している。
現在においては、新宗教で古神道を名乗る宗派も、上記記述の宗派の流れを受け継いだものであって、江戸時代以前から存在していた神道の宗派とされるものには、そもそも、「古神道」とは称されていなかったものもある。伝統的な古神道では平田篤胤ほかが学頭を務めた皇室神道の伯家神道から受け継いた儀礼や行法がみられるが、この系統ではない出雲神道（出雲大社教）、巫部神道（神理教）、九鬼神道、修験道に由来する行法や教団も存在する。